# Johnson City, New York
Johnson City är en ort i Broome County i delstaten New York, USA.